# Лос-Катутос
Лос-Катутос — посёлок в центре аргентинской провинции Неукен, в 20 км от Сапалы. Оно было основано в 1997 году. Среди местных экономически активных отраслей можно выделить карьеры по добыче известняка и плитняка.

## Население
По данным переписи населения, которая была проведена в 1991 году, в территории актуального села проживал 214 человек. Согласно переписи 2001 года, население удвоилось и составило 281 человек. По данным переписи 2010 года, население Лос-Катутоса составляет 229 человек.